# Nyirkos István
Nyirkos István (Sátoraljaújhely, 1933. augusztus 1. – Debrecen, 2013. május 2.) magyar nyelvész, egyetemi oktató, professzor emeritus. A nyelvtudományok kandidátusa (1985), a nyelvtudományok doktora (1995).

## Életpályája
1951–1955 között a Kossuth Lajos Tudományegyetem Bölcsészettudományi Kar magyar szakos hallgatója volt. 1955–1962 között a Kossuth Lajos Tudományegyetem Magyar Nyelvtudományi Intézetének tanársegéde, 1962–1977 között adjunktusa, 1977–1987 között docense volt. 1963–1967 között lektorként dolgozott a Helsinki Egyetemen. 1972-ben a Finnugor Társaság tagja lett. 1973-ban a Finn Irodalmi Társaság és a Kalevala Társaság tagja lett. 1984–1987 között a Kossuth Lajos Tudományegyetem Bölcsészettudományi Kar dékánhelyettese volt. 1985-től a Finnugor Kongresszusok Nemzetközi Bizottságának tagja lett. 1987–1993 között a helsinki Magyar Kulturális és Tudományos Központ igazgatója volt. 1993–1995 között – Mező András hívására – a nyíregyházi Bessenyei György Tanárképző Főiskola magyar nyelvi tanszékén főiskolai tanár volt. 1995-ben habilitált az Eötvös Loránd Tudományegyetemen. 1995–1998 között a Kossuth Lajos Tudományegyetem Bölcsészettudományi Kar finnugor nyelvtudomány tanszékvezető egyetemi tanára valamint oktatási és általános rektorhelyettese volt. 1998–2003 között a magyar nyelvtudományi tanszéken egyetemi tanár volt. 1999–2002 között a magyar nyelvészeti doktori program vezetője volt.
Kutatási területe a magyar nyelvjárások (szociolingvisztika), a magyar nyelvtörténet és a magyar-finn kotrasztív kutatások.

## Családja
Szülei: Nyirkos Gyula és Fejes Borbála voltak. 1956-ban házasságot kötött Kis Edittel. Két fiuk született: Péter (1958–) és Tamás (1966–).
Temetése a Debreceni köztemetőben történt.

## Művei
- Unkarin lukemisto sanastoineen (1965)
- Unkarilais-suomalainen sanakirja (1969; 1977)
- Nykyunkarin oppikirja (1972; javított kiadás: 1979)
- Nykyunkarin oppikirjan harjoitusten avain (1977)
- Suomi – unkari – suomi taskusanakirja (1977; 1979; 1986; 1988; 1991; 2000)
- Utunk Pohjolába. Kalevala-kutatások Magyarországon (szerkesztő, 1985)
- Matkailijan ruokasanasto. Taskusanakirja (1985)
- Az inetimologikus mássalhangzók a magyarban (Debrecen, 1987)
- Az inetimologikus magánhangzók a magyarban (Debrecen, 1993)
- Uusi suomi – unkari – suomi taskusanakirja (1996)
- Gyászbeszédek Kálmán Béla ravatalánál (társszerző, 1998)
- Egy új modern magyar nyelvtörténetről (2004)
- Magyar Nyelvjárások 48. (2010)
- Magyar Nyelvjárások 49. (2011)

## Díjai
- a Finn Fehér Rózsa Lovagrend I. fokozata (1969)
- Finn Akadémia Emlékérem (1993)
- Finn Oroszlán Lovagrend Parancsnoki Fokozata (1993)
- A Magyar Köztársasági Érdemrend kiskeresztje (1993)[6]
- Bocskai István-díj (1997)[6]
- A Ponkala-alapítvány életműdíja (2005)
- Debrecen Kultúrájáért (posztumusz, 2014)[6]
- Kovács Pál-díj[6]
- Szocialista Kultúráért[6]

## Emlékezete
Fiatal korában a Debreceni Egyetemi Atlétikai Club labdarúgója, majd elnöke volt. A klub tiszteletbeli elnökének választotta. Debrecenben, a Dóczy József utca 9. alatt 2016-ban mellszobrot állítottak emlékére (Juha Richárd szobrászművész alkotása).

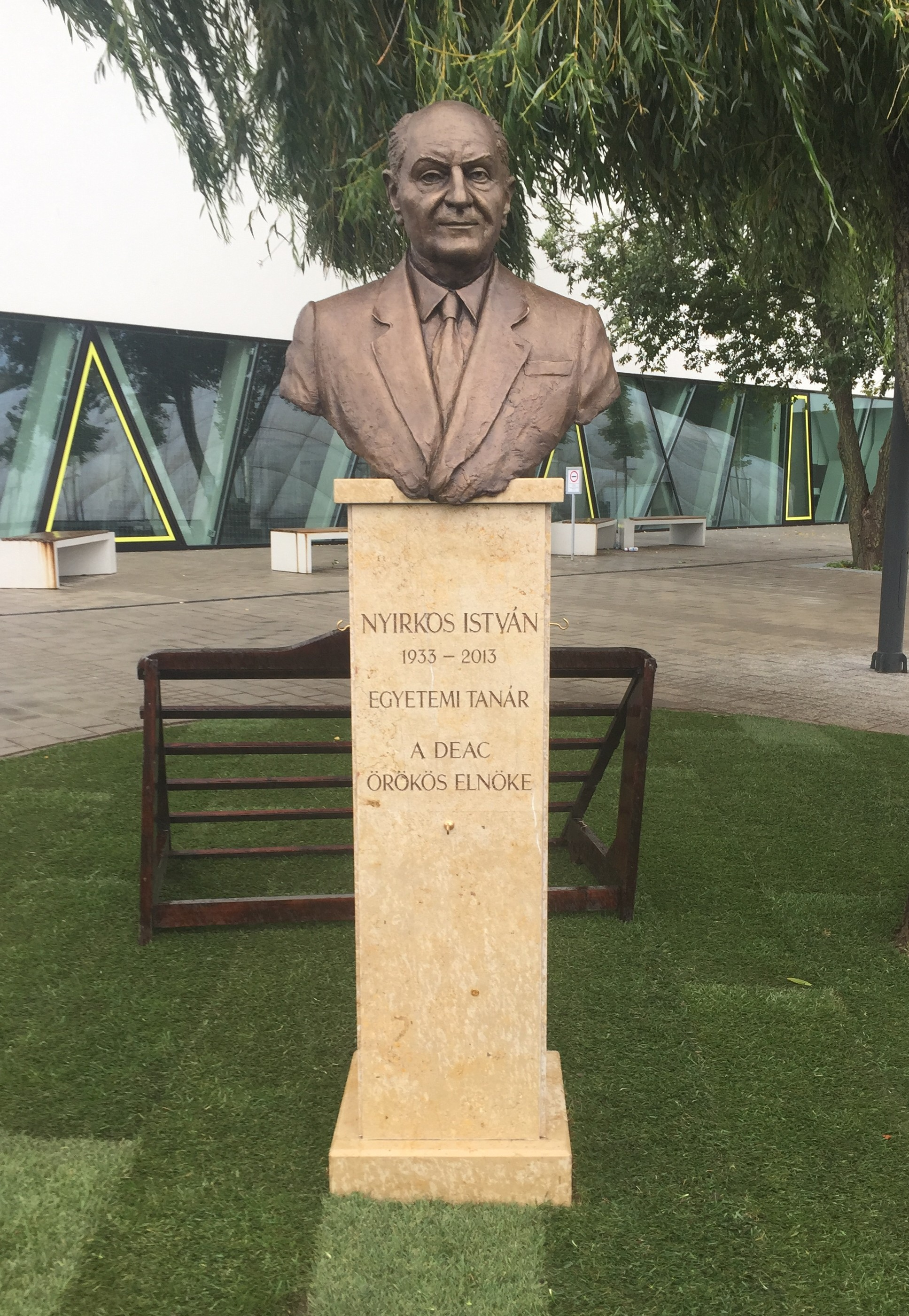
Nyirkos István mellszobra Debrecenben.